# 15e corps d'armée (Ukraine)
Pour les articles homonymes, voir 15e corps d'armée.
Le 15e corps d'armée (en ukrainien : 15-й армійський корпус) est une grande unité des forces terrestres ukrainiennes.

## Histoire
Le 15e corps d'armée est une unité militaire formée dans le cadre de la réorganisation entamée en 2025 de l'armée ukrainienne. Ces réformes visent à améliorer les structures de commandement et la préparation opérationnelle dans le contexte des conflits en cours,.

## Structure
À l'été 2025, la composition de la brigade n'est pas encore connue.